# Тајна вечера
Тајна вечера или последња вечера је вечера коју је у четвртак, два дана по уласку у Јерусалим Христос пре свога мучеништва и смрти одржао са апостолима, по правилима
пасхалне гозбе код Јевреја. Хришћани сматрају да је том приликом установљено причешће.
Тајна вечера је одржана у Сионској Горници, Горња соба, то је кућа апостола Јована, која се налазила на Сионској Гори, непосредно у близини Старог града у Јерусалиму.
Последња вечера била је формално прослава јеврејске пасхе. Из библијских текстова о установљењу последње вечере(Јов. 13,1-30; Мат. 26,17-20; Мар. 14,12-25; Лук. 22,7-30; I Кор. 11,24-25) произилази да Христ симболично показује на своје посланство месије које се дешава због смрти на крсту при коме је као јагањац жртвован за људски грех. Тиме је дошло до промене и актуелизације симболичног значаја прославе пасхе.
- Занимљиво је да је Свети Сава Српски приликом доласка у Свету земљу, био ктитор и дародавац многих манастира, цркава, па је том приликом на Сионској гори откупио од Сарацена, кућу Јована Богослова, позната као Сионска Горница, у којој је и одржана Тајна вечера. Да би касније све своје манастире, кућу и цркве у Светој земљи, даривао као метох манастирској Лаври Св. Саве Освећеног који се налази у Кедронској долини.